# Kazuki Oiwa
Kazuki Oiwa (大岩 一貴 Oiwa Kazuki?, Aichi, 17 de agosto de 1989) es un futbolista japonés que juega como defensa en el Shonan Bellmare de la J1 League.

## Trayectoria

### Clubes
| Club             | País  | Año       |
| ---------------- | ----- | --------- |
| JEF United Chiba | Japón | 2012-2015 |
| Vegalta Sendai   | Japón | 2016-2019 |
| Shonan Bellmare  | Japón | 2020-     |